# Michel Sittow
Michel Sittow of Michael Sittow (Reval (tegenwoordig Tallinn) circa 1468 – aldaar, circa 1525-26) was een Estse schilder die wordt gerekend tot de vroeg-Nederlandse school, de zogenaamde Vlaamse Primitieven. Zijn artistieke loopbaan is vrij goed gedocumenteerd, hoewel slechts een klein aantal werken die op basis van historische documenten aan hem kunnen worden toegeschreven bewaard zijn gebleven. Van Sittow zijn vooral portretten en kleine devotiestukjes bewaard. Hij was onder meer lange tijd in Spanje actief als hofschilder van Isabella van Castilië.

## Leven en loopbaan
Sittow werd omstreeks 1468 als zoon van een schilder in het Estse Reval geboren. Door de bloeiende handel die er bestond tussen de havensteden aan de Oostzee en het Vlaamse Brugge kwamen er veel Esten in de Zuidelijke Nederlanden terecht. In 1486 was Sittow in het derde jaar van zijn leertijd bij een Brugs schilder. Wie dat precies was is niet uit de bronnen bekend, maar men neemt aan dat Hans Memling de leermeester van Sittow kan zijn geweest. Daarop wijst onder meer de verwantschap tussen de Madonnatypes van Memling en Sittow. In 1492 was Sittow in Spanje in dienst van Isabella van Castilië. Hij bleef in dienst van de koningin tot aan haar dood in 1504, hoewel hij sinds 1502 Spanje had verlaten. Vermoedelijk werkte hij toen in de Nederlanden in opdracht van Filips I van Castilië, de schoonzoon van Isabella.
Mogelijk reisde hij in 1505 naar Engeland. In ieder geval schilderde hij een portret van koning Hendrik VII van Engeland (Londen, National Portrait Gallery) en diens schoondochter Catharina van Aragon (Wenen, Kunsthistorisches Museum). Zeker is dat hij voor een tijd in Brabant verbleef alvorens hij in 1506 naar zijn geboortestad terugkeerde. In Reval werd hij in 1507 lid van het kunstenaarsgilde en hij huwde er in 1509. In 1514 werd hij aan het Deense hof ontboden om een portret te schilderen van Christiaan II van Denemarken. Het werk was bedoeld als een geschenk voor diens toekomstige echtgenote Isabella van Habsburg de dochter en kleindochter van zijn voormalige werkgevers. Het portret dat wordt bewaard in Kopenhagen (Statens Museum for Kunst) is wellicht een kopie van het verloren origineel.
Nadien keerde hij terug naar de Nederlanden waar hij werkte voor het Habsburgse hof in Brussel en bracht hij een kort bezoek aan Spanje waar hij vergeefse pogingen ondernam om zijn achterstallig salaris als hofschilder van Isabella van Castilië te innen. In juli 1518 bevond hij zich terug in Reval waar hij voor de tweede maal in het huwelijk trad.

## Werken en toeschrijvingen
In het verleden werden veel uiteenlopende schilderijen aan Sittow toegeschreven die in de omgeving van het Castiliaanse en Habsburgse hof zijn ontstaan. Slechts enkele toeschrijvingen zijn aanvaardbaar op basis van stilistische vergelijking met twee gedocumenteerde werken die met zekerheid van de hand van Sittow zijn. In de inventaris van de collectie van Margaretha van Oostenrijk uit 1516 komen diverse portretten en devotiestukken van de hand van Sittow voor die wellicht uit de erfenis van Isabella van Castilië afkomstig waren en die nadien verloren zijn gegaan. Deze inventaris vernoemt ook de enige twee gedocumenteerde en bewaard gebleven werkjes; de "Hemelvaart" (Brocklesby Park, Lincs) en de "Tenhemelopneming van Maria" (Washington, National Gallery of Art). Deze twee werkjes zijn onderdelen van een serie van oorspronkelijk 47 kleine paneeltjes die hij samen met Juan de Flandes voor Isabella van Castilië schilderde (Het zogenaamde "Retablo de Isabella la Catolica").
Wat betreft het portret van Diego de Guevara (Washington, National Gallery of Art) zijn er sterke aanwijzingen dat het vrijwel zeker van Sittows hand is. Het werk vormde oorspronkelijk een diptiek met een Madonna met kind (Berlijn, Gemäldegalerie). Diverse beschrijvingen in inventarissen en geschriften beschrijven inderdaad een dergelijke diptiek met het portret van Diego de Guevara als een werk van de hand van Sittow. Op basis van stilistische overeenkomsten met de Madonna met kind uit Berlijn worden werken zoals het portret van Catharina van Aragon (Wenen) en een Maria Magdalena (Detroit, Institute of Art) aan Sittow toegeschreven.
Al deze werken bezitten een zeer verfijnd en nogal getemperd palet en tonen een buitengewone gevoeligheid voor licht- en textuureffecten die zorgvuldig zijn opgebouwd in verschillende dunne lagen doorzichtige verf. Deze kenmerken zijn ook zichtbaar in een reeks van kleinde devotiepaneeltjes en portretten waaronder het portret van een man met een parel (Madrid, Palacio Real), een ander mansportret (Den Haag, Mauritshuis) en een Madonna met kind (Boedapest, Museum voor Schone Kunsten).

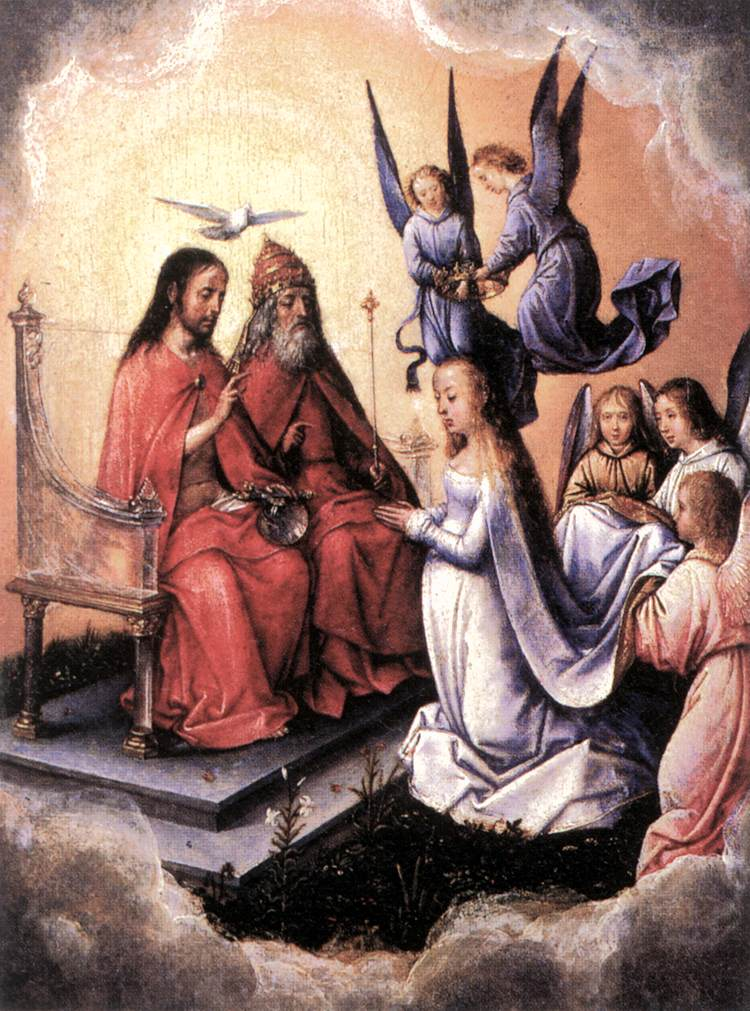
"Kroning van de H. Maagd" toegeschreven aan Sittow, Parijs, Louvre

De toeschrijving van narratieve werken aan Sittow is veel problematischer. De attributie van de kleine "Kroning van de H. Maagd" (Parijs, Musée du Louvre) is omstreden, hoewel een werk met dat thema deel heeft uitgemaakt van de reeks van 47 panelen van koningin Isabella. Een paneeltje met de "Kruisdraging", (Moskou, Poesjkinmuseum) is mogelijk een werk van Sittow. Evenals de portretten bezit het een fijn getemperd coloriet en een mooie gedetailleerde voorstelling van materialen en texturen.
Een verkleinde kopie (Granada, Capilla Real en New York Metropolitan Museum) van Rogier van der Weydens "Mirafloresaltaarstuk" is waarschijnlijk door Michel Sittow geschilderd in opdracht van Isabella van Castilië. Deze toeschrijving is gebeurd op basis van kunsttechnologisch onderzoek dat heeft uitgewezen dat het werk van Granada/New York op het einde van de 15de eeuw in Spanje moet zijn ontstaan, en van de hand moet zijn van een kunstenaar die de techniek van de "Vlaamse Primitieven" uitstekend onder de knie had. Aangezien Isabelle de Katholieke deze kopie aan de Capilla Real schonk, is het zeer aannemelijk dat haar hofschilder dit werk vervaardigde.
Over het werk dat Sittow tijdens zijn verblijf in zijn vaderland vervaardigde is weinig bekend. Het mansportret in Den Haag (Mauritshuis) heeft een Estse herkomstgeschiedenis en is dus wellicht in deze periode ontstaan. Waarschijnlijk leverde Sittow een bijdrage aan een altaarstuk uit de Sint-Nicolaaskerk in Tallinn (vandaag de dag een onderdeel van het Museum voor Schone Kunsten). Het onderzoek naar de activiteit van Sittow in Estland kwam pas na de val van de Sovjet-Unie enigszins op gang en staat nog in de kinderschoenen.
De hoge kwaliteit van de bewaarde werken stemt overeen met de hoge achting die hij bij de voornaamste Europese vorsten van zijn tijd genoot. In technisch en stilistisch opzicht sluit Sittows werk bij de kunst van de Vlaamse Primitieven aan. Typisch voor zijn werk zijn de zeer sterke "luminositeit" van zijn schildertechniek - die de kleine werken er als stralende juweeltjes doet uitzien - en de intieme, maar ietwat melancholische stemming die spreekt uit zijn sterke en karaktervolle portretten.